# Hypoestes mollior
Hypoestes mollior är en akantusväxtart som beskrevs av C. B. Cl. och Spencer Le Marchant Moore. Hypoestes mollior ingår i släktet Hypoestes och familjen akantusväxter. Inga underarter finns listade i Catalogue of Life.